# Nealeurodicus ingae
Nealeurodicus ingae là một loài côn trùng cánh nửa trong họ Aleyrodidae, phân họ Aleurodicinae.
Nealeurodicus ingae được miêu tả khoa học đầu tiên bởi J.M.Baker năm 1937.